# Цзино (народ)
Цзино (дино; кит. упр. 基诺族, пиньинь Jīnuòzú, юлэ, юлао, самоназвание: [tɕyno] или [kino]) — народ в Китае, населяет автономный округ Сишуанбаньна народности тай в провинции Юньнань. Входит в 56 официально признанных этнических групп страны. Численность составляет 20 899 человек (2000, перепись). Говорят на языке цзино, относящемся к группе лоло тибето-бирманской подсемьи сино-тибетских языков. Некоторые также владеют дайским или китайским языками.
Народ цзино обитает в горной местности, которая простирается на 50 км с запада на восток, и на 70 км с севера на юг, в условиях дождливого субтропического климата, сезон дождей длится с мая по сентябрь. Согласно преданиям, предки цзино пришли на современную территорию расселения несколько сотен лет назад. Подчинялись дайцам, платили им налоги, испытывали тайское культурное влияние. Влияние китайцев стало сказываться лишь в XX веке.
Традиционные занятия — ручное подсечно-огневое земледелие; выращивание кукурузы, хлопка; разведение свиней, собак, кур. Сохраняют своё значение охота и собирательство. Хорошо развито ткачество, кузнечество и др. ремёсла.
Традиционное жилище прямоугольное, свайное, с бамбуковыми стенами и травяной крышей.
Основная пища — крупы, хлеб, мясо. До середины XX-го века преобладала групповая собственность на землю; были сильны традиции родственной и соседской взаимопомощи.
Традиционные верования включают культы духов природы и предков, шаманство.